# Конфлан сир Лоан
Конфлан сир Лоан (фр. Conflans-sur-Loing) је насељено место у Француској у региону Центар, у департману Лоаре.
По подацима из 2011. године у општини је живело 360 становника, а густина насељености је износила 39,39 становника/km².

## Демографија
| 1962. | 1968. | 1975. | 1982. | 1990. | 2011. |
| ----- | ----- | ----- | ----- | ----- | ----- |
| 183   | 196   | 217   | 262   | 286   | 360   |